# Euastrum subhexalobum
Euastrum subhexalobum là một loài Song tinh tảo trong họ Desmidiaceae, thuộc chi Euastrum.